# Arroyo Algodón
Arroyo Algodón es una localidad situada en el departamento General San Martín, provincia de Córdoba, Argentina.
Se encuentra situada sobre la RN 158, a 172 km de la Ciudad de Córdoba.
Una de las fiestas celebradas en arroyo algodón es la fiesta del chascinado casero.
El día de arroyo algodón se celebra el 16 de julio
Su actual intendente es Gonzalo Donati 
Está compuesto por 1004 Habitantes según el último censo(2022)

## Población
Cuenta con 677 habitantes (Indec, 2010), lo que representa un incremento del 5,3% frente a los 643 habitantes (Indec, 2001) del censo anterior.
| Gráfica de evolución demográfica de Arroyo Algodón entre 1991 y 2010 |
|                                                                      |
| Fuente: Censos nacionales del INDEC                                  |

## Economía
La principal actividad económica es la agricultura seguida por ganadería, siendo los principales cultivos la soja y el maíz.
La producción láctea también tiene gran relevancia en la economía local.
Existen en la localidad un dispensario, una escuela primaria y secundario, un destacamento policial y un edificio municipal en el cual se efectúan gran parte de las funciones administrativas.
También cuenta con un Destacamento de Bomberos Voluntarios.

## Geografía

### Clima
El clima es templado con estación seca, registrándose una temperatura media anual de 25° aproximadamente. En invierno se registran temperaturas inferiores a 0° y superiores a 35° en verano.
El régimen anual de precipitaciones es de aproximadamente 800 mm.

### Sismicidad
La sismicidad de la región de Córdoba es frecuente y de intensidad baja, y un silencio sísmico de terremotos medios a graves cada 30 años en áreas aleatorias. Sus últimas expresiones se produjeron:
- 22 de septiembre de 1908 (116 años), a las 17.00 UTC-3, con 6,5 Richter, escala de Mercalli VII; ubicación 30°30′0″S 64°30′0″O / -30.50000, -64.50000; profundidad: 100 km; produjo daños en Deán Funes, Cruz del Eje y Soto, provincia de Córdoba, y en el sur de las provincias de Santiago del Estero, La Rioja y Catamarca[3]

- 16 de enero de 1947 (78 años), a las 2.37 UTC-3, con una magnitud aproximadamente de 5,5 en la escala de Richter (terremoto de Córdoba de 1947)[2]

- 28 de marzo de 1955 (70 años), a las 6.20 UTC-3 con 6,9 Richter: además de la gravedad física del fenómeno se unió el desconocimiento absoluto de la población a estos eventos recurrentes (terremoto de Villa Giardino de 1955)

- 7 de septiembre de 2004 (20 años), a las 8.53 UTC-3 con 4,1 Richter

- 25 de diciembre de 2009 (15 años), a las 21.42 UTC-3 con 4,0 Richter